# Tellina bertini
Tellina bertini is een tweekleppigensoort uit de familie van de Tellinidae. De wetenschappelijke naam van de soort is voor het eerst geldig gepubliceerd in 1895 door Jousseaume.